# Incident internațional
Un Incident internațional este o acțiune aparent mică sau limitată sau conflict, care conduce la o dispută mai largă între două sau mai multe state. Incidentele internaționale pot apărea din acțiuni neprevăzute, care implică cetățeni, oficiali guvernamentali, sau unitățile armate ale unuia sau mai multor state, dintr-o mică acțiune deliberată sau nu, dar provocatoare împotriva unui alt stat.
Războaiele au fost adesea provocate de incidente internaționale, iar eforturile diplomatice de a împiedica incidentele internaționale să crească în conflicte armate de amploare au fost adesea nereușite. În urma Primului Război Mondial, Societatea Națiunilor a fost înființată pentru a ajuta națiunile care au fost părți la un incident internațional să obțină o soluție la incident prin mijloace diplomatice. Inițial, Liga Națiunilor a avut un succes în a găsi soluții diplomatice, însă eșecul Ligii Națiunilor de a preveni cel de-al doilea război mondial a dus la dizolvarea Ligii Națiunilor în favoarea Națiunilor Unite. Ca și în cazul predecesorului său, Organizația Națiunilor Unite oferă un mijloc prin care națiunile implicate într-un incident internațional să poată lucra pentru rezolvarea problemei diplomatic, mai degrabă decât prin utilizarea forței.
Termenul se aplică, de asemenea, incidentelor care pot întrerupe comerțul internațional, precum și celebrități sau alte persoane bine cunoscute care se comportă în mod necorespunzător, provocând presa și uneori, guvernele să-și critice acțiunile.
Curtea Internațională de Justiție păstrează o listă de litigii juridice între statele-națiuni, dintre care multe rezultă din incidente internaționale. Royal Mail din Regatul Unit păstrează o listă pe site-ul său internet a incidentelor internaționale curente care ar putea perturba serviciul de corespondență. Incidentele enumerate pot sau nu să fie conforme cu definițiile date mai sus.

## Incidente internaționale din perioada Războiului Rece
- Afacerea Lavon
- Revoluția ungară din 1956
- Incidentul cu avionul de spionaj american U-2 din 1960
- Zidul Berlinului
- Incidentul din golful Tonkin
- Doborârea cursei sud-coreene KAL 007
- Scufundarea navei Rainbow Warrior